# Jaroslav Pospíšil (právník)
Jaroslav Pospíšil (27. května 1862 Praha-Nové Město — 16. ledna 1910 Královské Vinohrady) byl český advokát, odborník na autorské právo. Pocházel ze slavného knihtiskařského rodu Pospíšilů. Zdědil pražské nakladatelství svého otce Jaroslava Pospíšila, ale roku 1897 prodal svůj podíl společníku Edvardu Šímovi a věnoval se jen právní a veřejné činnosti. Měl rozsáhlou klientelu z řad autorů a nakladatelů. Působil také jako funkcionář Ústřední matice školské a dalších vlasteneckých spolků. Jeho dcera Jarmila se roku 1919 provdala za malíře Josefa Čapka.

## Život
Narodil se 27. května 1862 v Praze-Novém Městě v domě čp. 1371 (ul. V jámě) jako syn nakladatele Jaroslava Pospíšila a jeho manželky Julie. Vystudoval reálné gymnázium a poté pražskou právnickou fakultu, kde byl 24. července 1886 profesorem Emilem Ottem promován na doktora práv. Během studií byl činný v Akademickém čtenářském spolku, Slavii a Všehrdu.
Po roce 1886 pracoval sedm let u advokáta Jana Podlipného a po smrti otce (1889) vedl osm let zděděné nakladatelství. Vydával zde mimo jiné řadu populárně-právních příruček Sbírka prostonárodních výkladů z oboru věd právních. Roku 1894 si otevřel vlastní advokátní kancelář. V roce 1897 prodal svůj podíl v nakladatelství společníku Eduardu Šímovi (podnik si nicméně ponechal původní název, Jaroslav Pospíšil) a věnoval se pouze právu a veřejné činnosti.
Znalost knižního trhu, kterou získal jako člen Pospíšilovy rodiny a majitel nakladatelství, ho přivedla k autorskému právu, v němž se stal známým znalcem a vykladačem. Jeho výklad autorského zákona z roku 1895, vydaný roku 1905, byl oceňován autory, nakladateli i právníky, kteří dosud podobnou informaci postrádali.
Byl rovněž veřejně činný. Osmnáct let pracoval pro Ústřední matici školskou jako pokladník, místopředseda, předseda hospodářského odboru a nakonec jako první místopředseda. Za jeho činnosti bylo založeno několik středních škol na Moravě a také řada základních škol pro českou menšinu v severozápadních Čechách. Jako znalec menšinové problematiky (tj. otázek týkajících se Čechů žijících ve většinově německých oblastech) byl roku 1903 vyslán do další vlastenecké organizace, Národní rady, a jako právník působil při vzniku a vedení Národního podniku. Podílel se také na založení grafické společnosti Unie. Byl také členem disciplinární rady advokátní komory. Politicky se hlásil k mladočechům.
Byl oceňován jako inteligentní, taktní, svědomitý právník, který řadu let nezištně radou a skutkem podporoval vlastenecké snahy, zejména Ústřední matice školské.
Hluboce ho zasáhla nečekaná smrt jediného syna Jaroslava (1890-1909), knihkupeckého praktikanta a studenta techniky, který zemřel na zánět osrdečníku po prodělané spále.
Jaroslav Pospíšil zemřel 16. ledna 1910 na Královských Vinohradech (dnes část Prahy) v důsledku zánětu ledvin. Pohřben byl o dva dny později na Vinohradském hřbitově po obřadu v chrámu sv. Ludmily, za účasti mnoha představitelů veřejného života. Ústřední matice školská uspořádala na jeho počest smuteční shromáždění a založila zvláštní dobročinný fond.

## Dílo

### Vlastní práce
- Byl autorem práce Výklad zákona o právu autorském k dílům literárním, uměleckým a fotografickým : ze dne 26. prosince 1895 č. 197 Ř.Z. (1905)[15][p 1]
- Některé zdroje uvádějí, že rovněž v roce 1904 publikoval studii O právní ochraně idealných zájmů autora díla literárního a uměleckého v právu rakouském jako příspěvek k prvnímu sjezdu českých právníků.[3][6] Pod jediným vydaným dílem s tímto názvem je nicméně podepsán Karel Hermann-Otavský,[16] takže se buď jedná o omyl, nebo je Pospíšilovo (spolu)autorství přinejmenším sporné.

### Nakladatelská činnost
- V rámci edice Sbírka prostonárodních výkladů z oboru věd právních vyšly v Pospíšilově nakladatelství tyto knihy různých autorů:
  - Svazek 1: Prokop Podlipský, O smlouvě nájemní a pachtovní (1892)
  - Svazek 2: Josef Václav Bohuslav, O rušené držbě a řízení ve věcech rušené držby (1892)
  - Svazek 3: Prokop Podlipský, Zákonná ustanovení o čeledi platící v království Českém (1892)
  - Svazek 4: Josef Václav Bohuslav, Poslední vůle (1892)
  - Svazek 5: Josef Václav Bohuslav, Řízení pozůstalostní (1893)
  - Svazek 6: Josef Václav Bohuslav, O žalobách trestních (1894)
  - Svazek 7: Josef Hojka, O nemanželských dětech (1894)
  - Svazek 8: Josef Václav Bohuslav, O služebnostech (1897)
- Po prodeji nakladatelství edice pokračovala:
  - Svazek 9: Josef Václav Bohuslav, Naše obce a nové zákony procesní (1898)
  - Svazek 10: Josef Václav Bohuslav, Vedení exekuce dle nového řádu exekučního (1898)
  - Svazek 11: Josef Václav Bohuslav, Věřitel a dlužník (1901)
  - Svazek 12: Mojmír Lepař, O urážkách na cti (1902)

## Rodina
- 14. ledna 1888 se v kostele sv. Štěpána oženil se Zdeňkou Bursíkovou (1862–1950), dcerou v té době již zemřelého majitele domu a radního v Karlíně. Za svědky jim byli Jan Otto, majitel knihtiskárny, a Josef Fuksa, literárně činný ředitel školy na Vinohradech.[17][p 2]
- Dcera Jarmila (1889–1962) byla překladatelkou z francouzštiny.[18] 3. května 1919 se provdala za malíře Josefa Čapka.[19] Po druhé světové válce patřila k spoluzakladatelům Společnosti bratří Čapků,[20] pátrala po manželově díle[21] a posmrtně vydala vzpomínky.[18]
- Otec Jaroslav Pospíšil (1812–1889), vl. jm. Jan Pospíšil, byl známý pražský tiskař, knihkupec a nakladatel, činný již od 30. let 19. století a vysoce ceněný pro své zásluhy o rozvoj českého jazyka a literatury v jejich obtížných začátcích.[22] Z rodiny, jejíž slávu založil dědeček Jan Hostivít Pospíšil (1785–1868), královéhradecký tiskař a nakladatel,[8] pocházelo (nebo do ní sňatkem vstoupilo) několik známých osobností, jako např.
  - bratranec a švagr Ladislav Jan Pospíšil (1848–1893), syn strýce Ladislava a zároveň manžel sestry Olgy, majitel knihtiskárny, spisovatel a komunální politik v Hradci Králové[23]
  - teta Antonie Dušánková (1818–1900), která pro jeho otce připravila nové upravené vydání Domácí kuchařky M. D. Rettigové[24]
  - bratranec Ignát Herrmann (1854–1935), syn otcovy sestry Ludmily,[25] novinář a spisovatel
  - švagr Jan Otto (1841–1916), manžel sestry Milady, známý nakladatel, který roku 1871 převzal část otcova podniku.[22]